# Нове Іщеряково
Нове Іщеря́ково (рос. Новое Ищеряково, чув. Кĕçĕн Шăхаль) — присілок у складі Яльчицького району Чувашії, Росія. Входить до складу Новошимкуського сільського поселення.
Населення — 163 особи (2010; 159 у 2002).
Національний склад:
- чуваші — 100 %